# 極端風險
極端風險是指風險的結果非常不好，會造成重大影響，但概率很低。例如恐怖主义攻擊、生物安全風險（例如病原的入侵），或是極端自然灾害（例如大型地震）。

## 機率預估
因為缺乏相關數據，極端風險的機率預估非常困難。極端風險是一些沒有發生過的事件，或是非常少發生的的事件，因此現存的資料很少，無法用標準的统计学來處理。

## 极值理论
若有一些相關的資料，超過資料範圍的機率可能可以用极值理论的統計方式預測，其發展是因為要透過過去有限的洪水記錄，來預計百年一遇洪災的情形。此時可以用數學函數擬合現有資料，再外推到資料範圍外，來預計極端風險的機率。但其結果需要謹慎的使用，因為由過去數據推算的機率不一定有代表性，而系統的機率也可能已經有變化。

## 黑天鵝效應
有時關注的事件和以往的經驗非常不同，沒有過去資料作為準則。納西姆·尼可拉斯·塔雷伯提出了黑天鵝效應，認為不可預期事件的機率以及影響常常被低估。事後多半可以找到原因解釋，但事前沒有人可以預測的到。

## 銀行作業風險
除了信用風險以及市場風險外，銀行還需要預估其他風險造成的嚴重結果。其他風險稱為作業風險，包括一些會讓銀行倒閉的重大事件，例如大型的銀行內部詐騙。銀行的國際合規制度新巴塞爾資本協定，要求要用統計理論量化這些風險，統計理論包括极值理论，或是由內部專家委員會進行的情景分析。銀行監管單位（例如美國的联邦储备系统）會檢視這些結果。各方的談判會形成一個結合了知情的量化方法以及專家意見的系統。這至少可以避免因為資料不足帶來的風險，並且避免因為單純靠專家意見產生的認知偏誤。
在生物安全評估上也有類似結合量化方法以及專家意見的作法，例如評估入侵物种帶來國家經濟及生態重大影響的風險。

## 延伸閱讀
- Taleb, N. N. . 2007. ISBN 978-1-4000-6351-2.
- Embrechts, P. . Risk Books. 2000. ISBN 1-899332-74-X.
- Nott, J. . Cambridge University Press. 2006. ISBN 978-0-521-82412-5.
- Hodgson, T; Yin, L. . Towers Watson. 2013.